# 欧斯塔基奥·埃斯坎东
欧斯塔基奥·埃斯坎东（西班牙語：Eustaquio Escandón，1862年1月25日—1933年12月22日），墨西哥男子马球运动员。他曾代表墨西哥参加1900年夏季奥林匹克运动会马球比赛，获得一枚铜牌。

## 家庭
哥哥巴勃罗·埃斯坎东、曼努埃尔·埃斯坎东。